# گو کابوراکی
گو کابوراکی (انگلیسی: Go Kaburaki؛ زادهٔ ۲۶ اوت ۱۹۷۷) بازیکن فوتبال اهل ژاپن است.
از باشگاه‌هایی که در آن بازی کرده‌است می‌توان به باشگاه فوتبال توکیو، باشگاه فوتبال ویسل کوبه، باشگاه فوتبال یوکوهاما مارینوس، باشگاه فوتبال آویسپا فوکوئوکا، و باشگاه فوتبال جوبیلو ایواتا اشاره کرد.